# Centre-ville ancien de Caen
Le centre-ville ancien, ou  Centre ancien est l'un des vingt quartiers de Caen. Il se situe au nord-ouest de la ville.

## Délimitation
Selon la ville de Caen, le quartier est délimité :
- au nord, par les rues du Gaillon et Lecornu,
- à l'est, le boulevard maréchal Leclerc, l'avenue de la Libération,
- au sud, par le boulevard Yves Guillou,
- à l'ouest, par les fossés saint-Julien et l'avenue Albert Sorel,

## Histoire
Le centre-ville ancien est constitué de trois entités à l'histoire distincte :
- l'ancien Bourg-le-Roi (ou Bourg-le-Duc) entre le château, l'ancien cours du Grand Odon aujourd'hui recouvert, la place Fontette et les Fossés Saint-Julien ;
- l'ancienne île des Petits Près entre l'ancien cours de l'Odon, l'ancien cours de la Noë (boulevard Maréchal Leclerc) et le boulevard Bertrand sur laquelle on aménagea l'ancienne place royale (place de la République) au XVIIe siècle ;
- une partie de la Prairie urbanisée au XXe siècle au sud du cours Bertrand.

### Bourg-le-Roi

#### Moyen Âge
Au VIIe siècle, des missionnaires venus de Bayeux, fondent des oratoires, entourés de leur cimetière, le long de la voie romaine reliant Augustodurum (Bayeux) à Noviomagus Lexoviorum (Lisieux) établie au fond de la vallée de l'Orne au Ier siècle. L'église Saint-Pierre est alors fondée dans le village de Darnetal, qui se développe sur les bords de l'Odon.
Le bourg de Caen (burgus Cadomus) est attesté depuis le règne du duc Richard II (996-1026) et commence à se structurer sur un axe reliant Saint-Pierre à Saint-Martin en passant par Saint-Sauveur. Les paroisses Saint-Étienne, Saint-Sauveur, Saint-Georges, Saint-Gilles sont créées à cette époque. Mais c'est vers 1060, avec l'établissement par Guillaume le Bâtard d'un château sur l'éperon rocheux dominant la basse vallée de l'Orne, que la ville prend véritablement naissance. Une première enceinte entoure le burgus qui prend le nom de Bourg-le-Duc, puis de Bourg-le-Roi après la conquête de l'Angleterre. Cette enceinte n'avait probablement pas de but défensif, mais servait à montrer la frontière entre le bourg et les faubourgs sous l'autorité de l'abbé et de l'abbesse des deux abbayes fondées à la même époque, l'abbaye aux Hommes et l'abbaye aux Dames. Ce n'est vraisemblablement qu'au XIIIe siècle que cette enceinte devient une véritable muraille à caractère militaire. Encore ne s'agit-il probablement que d'une palissade en bois percée de portes. Ces fortifications ne permettent pas de protéger la ville efficacement lors du siège de 1346. Les Anglais pénètrent dans la ville et la pillent. Malgré le renforcement des murailles, c'est à nouveau le cas après le siège de 1417 ; la ville, bombardée pendant presque un mois est en partie détruite,. Elle est occupée par les Anglais jusqu'en 1450.

#### XVIIeetXVIIIesiècles: la ville baroque et classique
Aux XVIIe et XVIIIe siècles, la vieille ville connait quelques aménagements afin d'embellir et assainir la ville. La place Saint-Pierre est créée dans les années 1630. En 1688, la rue Pémagnie, permettant l’accès à la ville depuis le nord, est en partie redressée et élargie ; la rue est définitivement élargie et rectifiée dans les années 1880-1890 après la construction de la gare Saint-Martin. Afin d’améliorer la circulation, notamment sur l'axe Paris - Cherbourg, les fortifications sont en partie détruites (Châtelet en 1755, Porte Millet et de Bayeux au début des années 1760). Au nord-ouest de la ville, la destruction des murailles et le comblement des fossés permettent la création d'une nouvelle place, la place Fontette, alors que la rue Écuyère est alignée et prolongée jusqu'à cette nouvelle place dans l'axe d'une nouvelle rue (actuelle rue Guillaume-le-Conquérant). En 1787, les travaux du palais de justice de Caen débutent au nord de la place Fontette ; ils ne sont terminés qu'au milieu du XIXe siècle. Cet aménagement vient compléter l'importante opération d'urbanisme entreprise quelques années plus tôt sur la place Saint-Sauveur. À proximité, le palais des facultés est construit entre 1694 et 1704 par l’architecte Brodon le long de la rue Pasteur (alors rue de la Chaîne) pour abriter l'université de Caen.

#### De la Révolution française à l'entre-deux-guerres
Aux XIXe et XXe siècles, la ville change peu. Les conditions de vie sont difficiles dans un tissu urbain dense constitué de petites allées étroites, noires, tortueuses, voutés dans presque toute la longueur, très humides et bordées de hautes maisons empêchant la lumière du soleil d’atteindre les niveaux inférieurs. Cette insalubrité est aggravée par la présence de nombreux cours d’eau (Grand et Petit Odon, Noë) qui parcouraient la ville ; ces rivières servaient d’égouts à ciel ouvert et étaient souillées par des activités polluantes (blanchisseries en amont du Grand Odon notamment). Quelques travaux permettent d’améliorer la situation : déplacement des halles de la boucherie (1855) et de la poissonnerie, couverture de la rivière (1860) et aménagement d'un boulevard, comblement des bras d'eau pour permettre la construction d'un réseau général d'égouts dans les années 1930. Un réseau de tramways électriques permet à partir de 1901 de relier le centre-ville à sa périphérie. En 1937, les tramways sont définitivement remplacés par des bus et une gare routière est construite à l'emplacement de l'actuel centre Paul-Doumer. L'université est considérablement agrandie à la fin du XIXe siècle et occupe désormais l'ensemble du terrain situé derrière le chevet de l’église Saint-Sauveur.

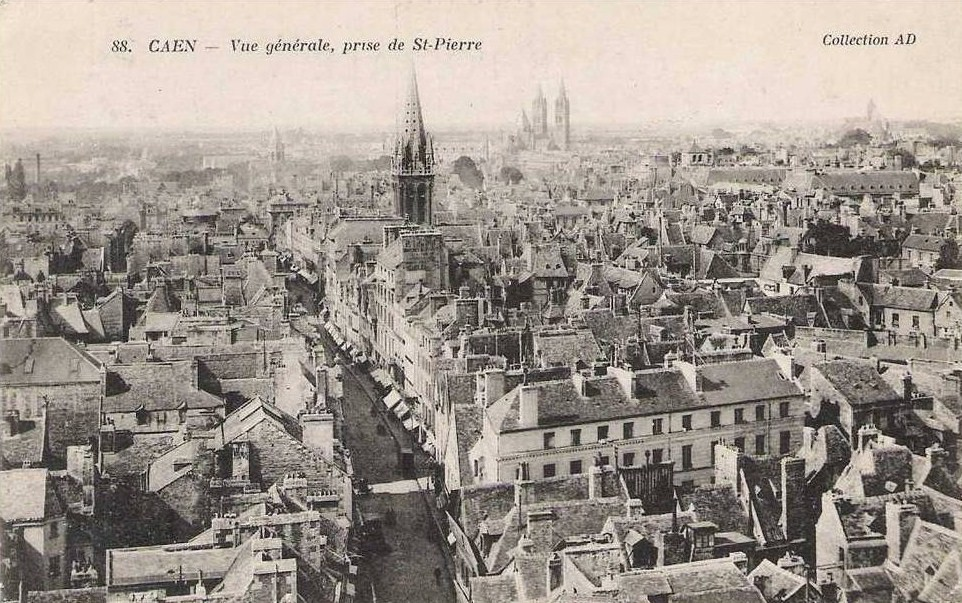
Vue aérienne du centre-ville ancien au début du XXe siècle.
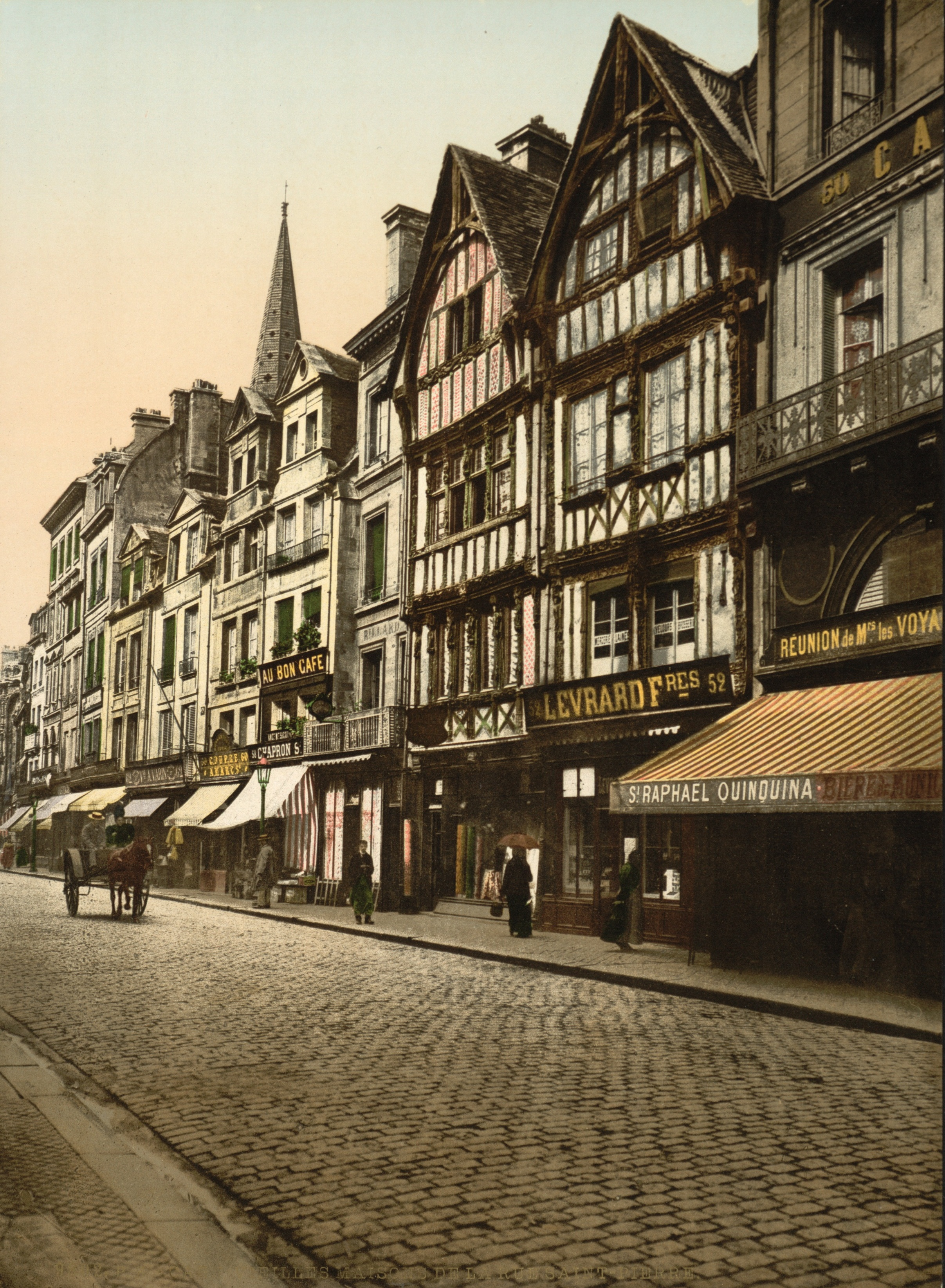
Rue Saint-Pierre à la fin du XIXe siècle.
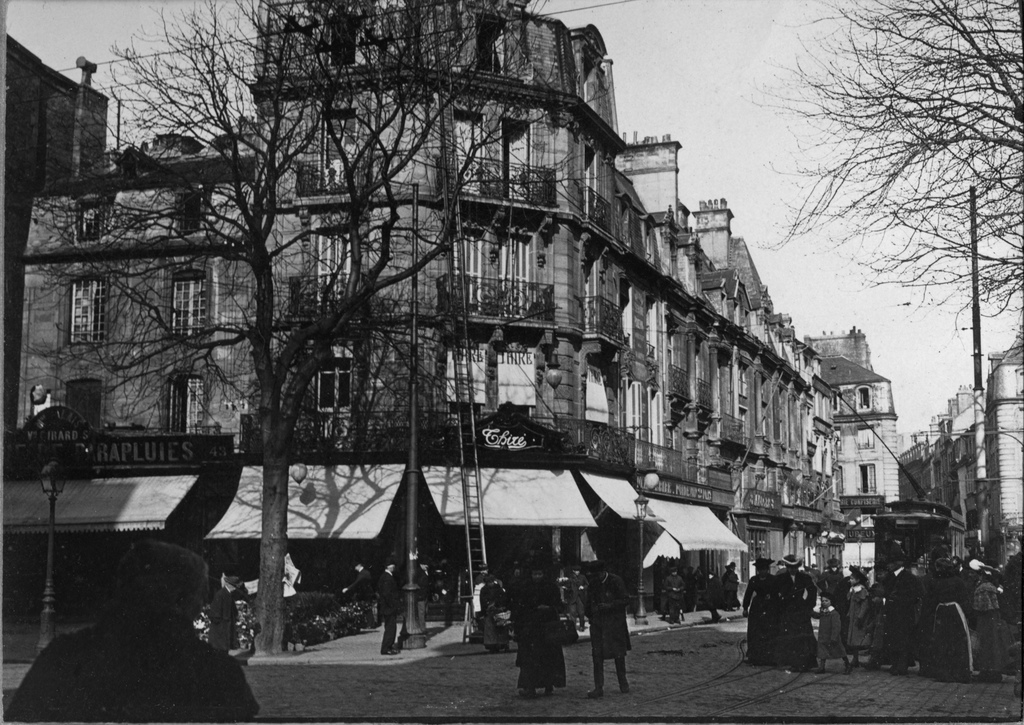
Place Saint-Pierre en 1902.

### Les Petits Près

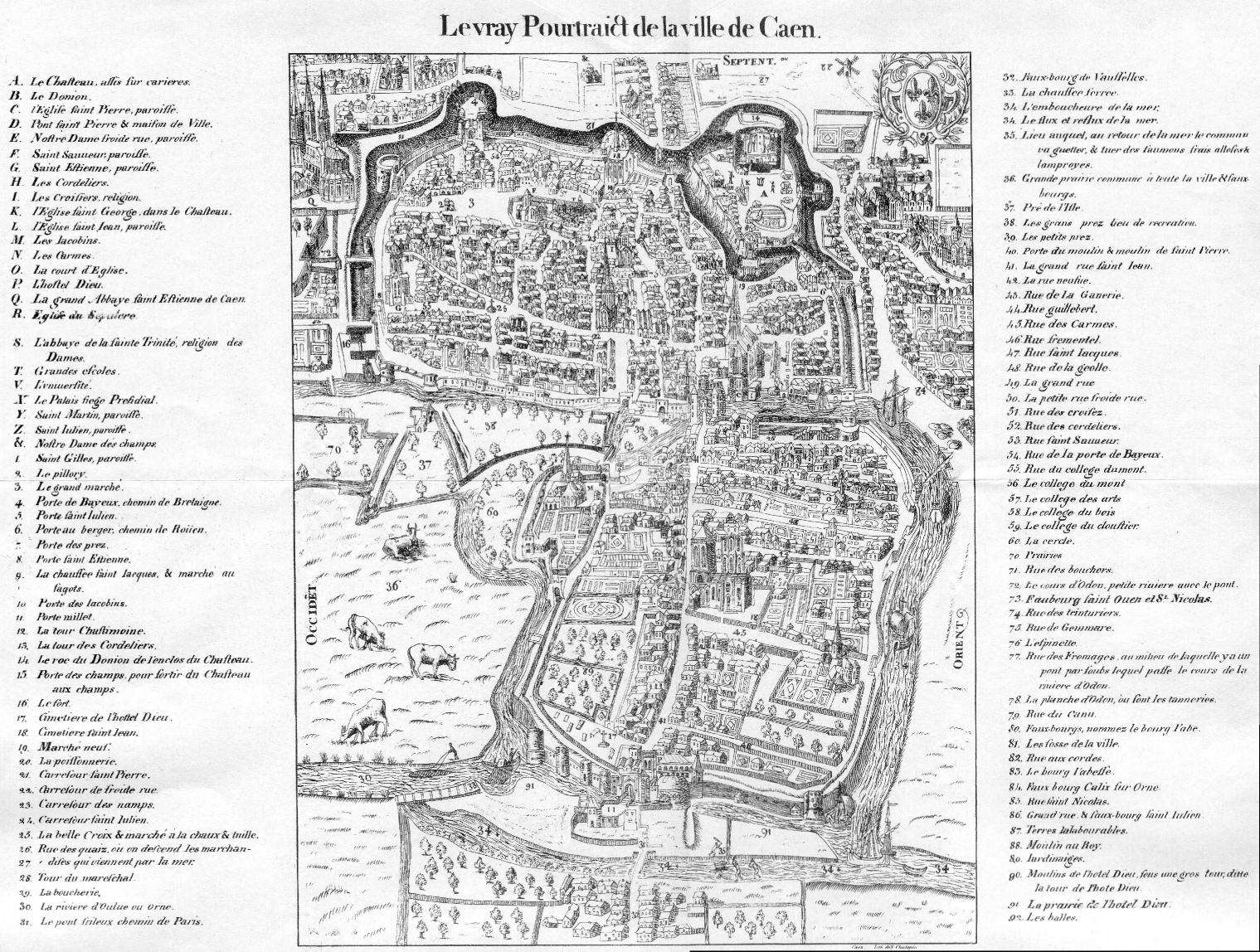
Le Vray Pourtraict de la ville de Caen, 1575

#### Les Petits Près avant l'urbanisation
À partir du Xe siècle, la ville de Caen se développe principalement le long de deux axes : un axe Est-Ouest sur la rive gauche du Grand Odon (Bourg-le-Roi) et un axe Nord-Sud sur la rive droite de l'Odon qui faisait un coude après sa confluence avec un bras de l'Orne, la Noë (île Saint-Jean). Entre ces deux espaces urbains, des prairies, délimitées au nord par le Grand Odon et au sud par la Noë, s'enfoncent dans la ville jusqu'au confluent de ces deux cours d'eau. Afin de défendre la cité des agressions étrangères, le Bourg-le-Roi et l'Île Saint-jean sont enclos par des enceintes érigées le long des rivières, le seul point de contact entre les deux ensembles fortifiés étant le pont Saint-Pierre protégé par le Châtelet. Les prairies entre l'Odon et la Noë, laissées à l'extérieur des murs de la cité, étaient un point faible dans la défense de la ville. Ainsi, lors du siège de la ville par les Anglais en 1417, le roi Henri V d'Angleterre lance l'assaut sur le Châtelet du Pont Saint-Pierre à travers les champs où se dresse aujourd'hui le quartier de la place de la République.
Cette prairie appelée les Petits Près est divisée par la chaussée Saint-Jacques. Cette chaussée surélevée va du pont Notre-Dame (sur l'Odon) au pont Saint-Jacques (sur la Noë) et relie ainsi la porte de la Boucherie (des Près ou Notre-Dame) à la porte des Jacobins. Elle est aménagée en 1512 sous les ordres de Louis II de La Trémoille afin de renforcer les défenses de la ville. Elle est en effet précédée d'un fossé et peut recevoir au besoin des pièces d'artillerie.
On trouve à l’est de cette voie le Pré Saint-Pierre, nommé ainsi parce qu’il appartient en grande partie aux prêtres de la paroisse Saint-Pierre, et à l’ouest le Pré aux Ébats ; la partie la plus près de la porte de la Boucherie est dénommée Petits-Prés de Castillon au XIIe siècle, Prés de la Massacre au XIIIe siècle et Prés de la Boucherie par la suite, les deux dernières dénominations faisant référence aux halles de la Boucherie qui se trouvaient jusqu'en 1855 entre la rue Saint-Pierre et la rue de Bras.
Situées à proximité immédiate de la ville, ces prairies sont l'un des principaux lieux de récréation pour les habitants qui s'entassent entre les murs de la cité. On y organise par exemple des tournois de Papeguay ou Papegault, jeu consistant à abattre grâce à une flèche un oiseau de bois peint placé en haut d'un mât très élevé. L'ambiance régnant dans cette grande prairie peut être perçue grâce au témoignage de Charles de Bourgueville.
« [...] deux moyennes prairies, qui separent la ville de ce costé là, fort plaisantes, encloses d'vn costé de la grosse riuiere d'Ourne, et de l'autre de la riuiere de l'Odon : auxquelles les habitans et ieunesses se pourmenent, prennent plaisir à la saison du Printemps et de l'Esté, mesmes les escoliers de l'Uniuersité, les vns à sauter, luiter, courir, iouer aux barres, nager en la riuiere qui les enclost, tirer de l'arc, et prendre honnestes recreations; comme aussy font les damoiselles, dames et bourgeoises, à y estendre et sécher leur beau linge, duquel lesdictes prairies sont aucunesfois si couuertes qu'elles semblent plutost blanches que vertes. Et au iour des festes après le souper s'y assemblent les grandes compagnies, tant de seigneurs, officiers, dames, damoiselles, bourgeoises, en nombre de trois à quatre mille personnes, qui s'y pourmenent par troupes, pour y auoir leur plaisir et recreation et voir les passe temps qui s'y font, mesmes sur les ponts [...] » CHARLES DE BOURGUEVILLE.
Un règlement de 1611 qui institue quatre cimetières protestants à Caen en établit un dans le pré des ébats, près de la boucherie, confirmant ainsi un sentence du bailliage de Caen du 29 juillet 1606.

#### Le quartier de la place royale
Au XVIIe siècle, la croissance démographique et l’essor économique que connait la ville sous le règne personnel de Louis XIV obligent la cité à repousser ses frontières et à investir ces espaces restés agricoles. La pression démographique contraint la ville à investir les Petits Prés, protégés à l’ouest par une courtine construite entre 1590 et 1620 pour relier la porte Saint-Étienne et l’île de la Cercle (appelée Champ de foire par la suite). À partir du XVIIe siècle, le quartier est urbanisé.
Entre 1609 et 1603, la ville fait abattre des maisons pour transformer en rue une simple venelle servant à conduire les chevaux à l’abreuvoir sur le Grand Odon (l'actuelle rue de Strasbourg). En 1626, on construit un pont sur l’Odon au bout de la rue des Jésuites (actuelle rue Saint-Laurent) ; une des lucarnes de la façade intérieure de la maison située à l’angle des rues Jean-Eudes et Saint-Laurent porte la date de 1624, ce qui en fait sans doute une des plus anciennes adresses du quartier. Cette demeure est occupée à partir de 1643 par le Père Jean Eudes qui en fait le siège de sa mission.
En 1635-1637, la ville lance une importante opération d’urbanisme consistant à aménager une grande place carrée entourée de maisons construites en pierre de taille sur un alignement déterminé, l'actuelle place de la République (ancienne place Royale). De nombreux hôtels particuliers sont construits autour de la place Royale, comme l'hôtel Daumesnil, ou dans ses alentours comme l'hôtel Gosselin de Manneville à l'emplacement duquel est construit l'hôtel de la Préfecture au XIXe siècle. Le côté ouest de la place est attribué à Jean Eudes en 1658 afin de construire le séminaire des Eudistes. Non loin de la place, sur l’ancien Prés des Ébats, les Jésuites font construire entre 1684 et 1689 l’église Sainte-Catherine-des-Arts (actuelle église Notre-Dame-de-la-Gloriette). Dans la deuxième partie du XVIIe siècle, les prêtres de Saint-Pierre donnèrent également en concession les terrains leur appartenant pour lotir les rues du Moulin, de la Fontaine et des Quatre-Vents (rue Pierre-Aimé Lair depuis 1907). Les anciennes fortifications, devenues obsolètes par construction de la courtine, sont également détruites. Ainsi la porte de la Boucherie est abattue en 1675 ou 1699.
La physionomie du quartier change peu jusqu'au milieu du XXe siècle. Au début des années 1930, deux nouvelles voies sont toutefois tracées selon un axe nord-sud entre la rue Saint-Pierre et l'actuel boulevard Maréchal-Leclerc. En 1932, le prolongement de la rue Démolombe (rue au Canu avant 1905), commencé en 1867, aboutit enfin avec l’ouverture de la rue Paul-Doumer ; la même année, on ouvre la rue Georges-Lebret et Pierre Chirol érige le nouvel hôtel des Postes dans le style Art déco. En 1944, le quartier est touché par les bombardements lors de la bataille de Caen. L'ancien séminaire des Eudistes et le secteur compris entre la place de la République et le boulevard Maréchal-Leclerc sont détruits.
À partir de la Révolution, le quartier devient le centre politique et administratif de la ville. En 1792, la municipalité installe l’hôtel de ville, à l’étroit dans l’hôtel d'Escoville, dans le séminaire des Eudistes. Autour de la place Gambetta, sont construits de 1812 à 1857 l'Hôtel de préfecture du Calvados, à l'emplacement de l'hôtel de Manneville situé à proximité de la porte des Près, en 1862 la gendarmerie et en 1932 la poste centrale. L'hôtel Daumesnil est occupé par le tribunal d'instance.

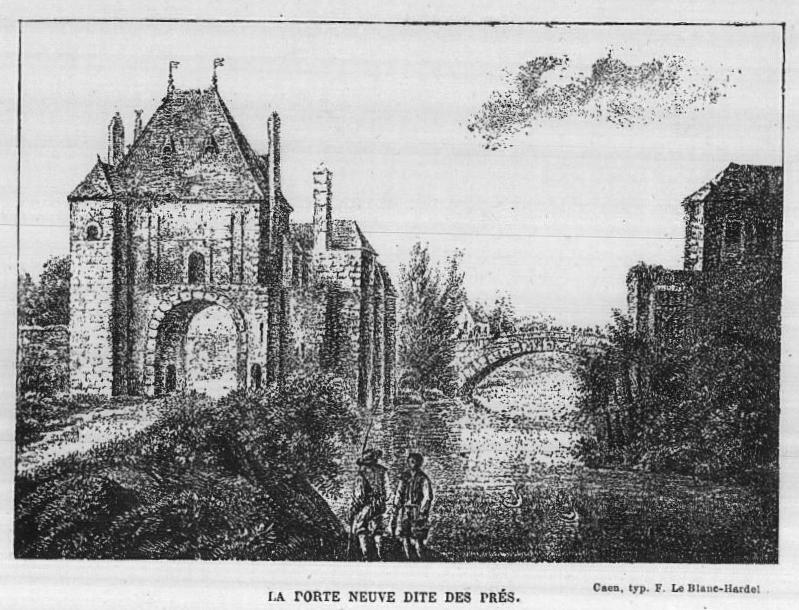
L'ancienne Porte-Neuve.
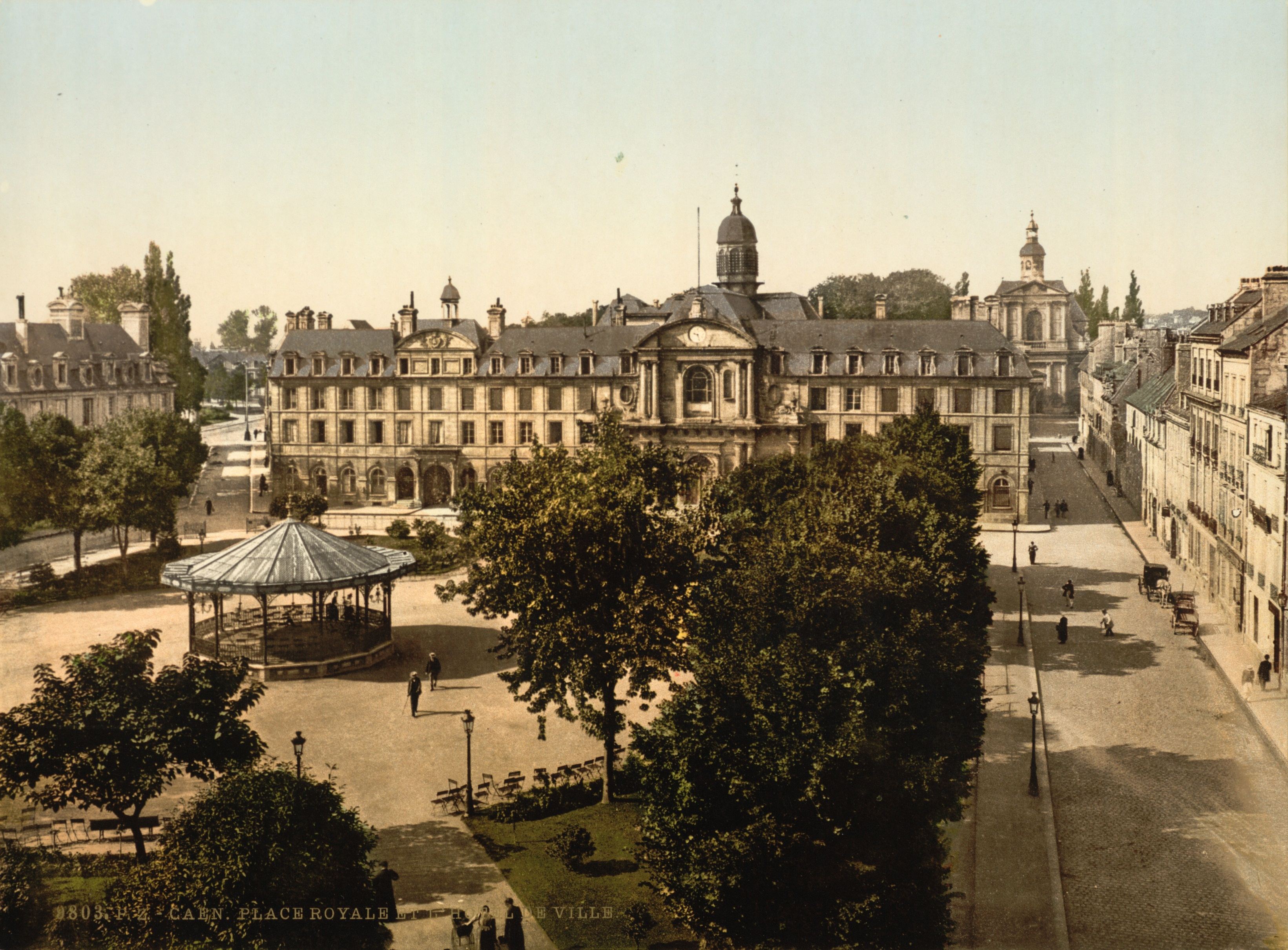
L'ancien séminaire des Eudistes sur la place Royale.

### Les quartiers de la Prairie
Trois quartiers peuvent être distingués :
- la cité Gardin,
- le quartier Grusse,
- le quartier du Parc.

La cité Gardin est aménagée à partir de 1816 sur les terrains accueillant autrefois des bateaux lavoirs et des séchoirs sur les bords du Grand Odon. Dans ce secteur, se mêlent sans plan d'ensemble des activités artisanales, telle les ateliers de la papeterie Hamelin à partir de 1864, et habitat. En 1866, une partie du quartier est détruit par un incendie.
En 1876, Jacques Désiré Grusse achète un vaste terrain à l'ouest de la place de la Préfecture (actuelle place Gambetta) afin d'aménager un quartier constitué de maisons bourgeoises.
En 1889, une décharge est ouverte au sud de l'abbaye aux Hommes (alors occupé par le lycée Malherbe). En avril 1908, un projet est présenté devant le conseil municipal en vue de tracer une nouvelle avenue au départ de la place du Parc (actuelle place Guillouard) à partir de la rue du Carel. Le quartier du parc se développe alors autour de l'avenue Albert-Sorel et de la rue Fred-Scamaroni. Dès 1913, un projet de prolongation de l'avenue est déposé. La décharge publique est étendue à partir de 1914 ; constitué de gravats issus de matériaux de démolition, elle permet de consolider le terrain qui restait encore marécageux. Des équipements publics (stade Hélitas en 1923, maison des étudiants en 1928) sont construits le long de cette avenue, large de 35 mètres et longue de 340 mètres, qui finit alors dans les champs.

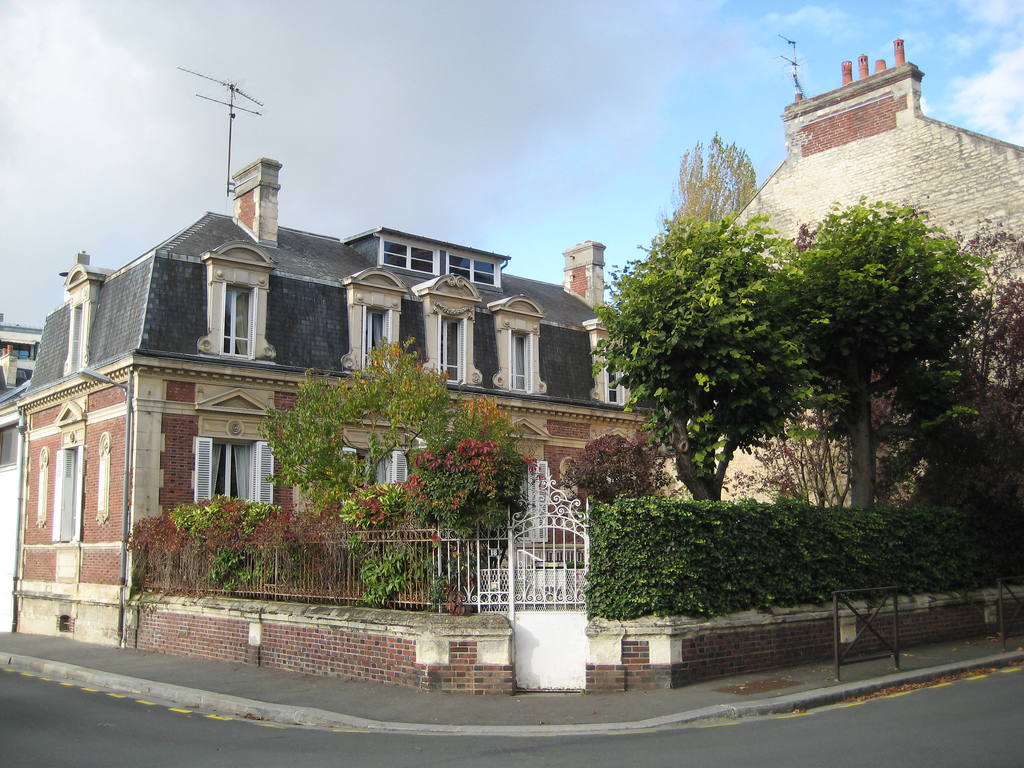
Rue Grusse.
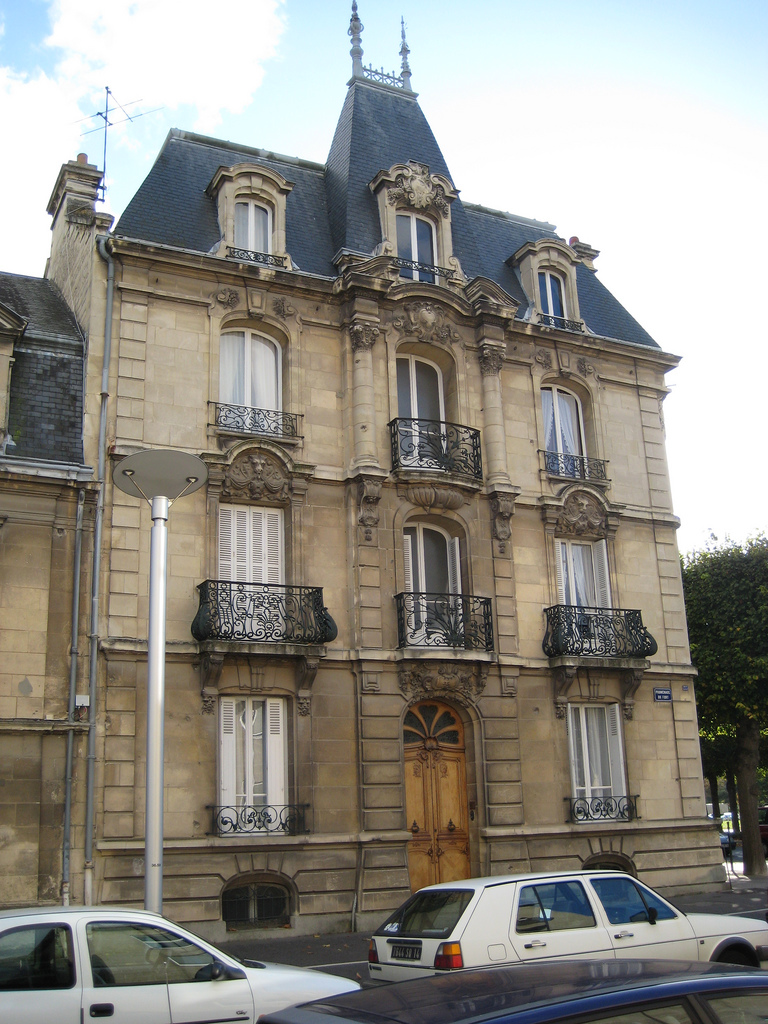
Promenade du Fort.

### Le centre-ville de la Seconde guerre mondiale à la reconstruction
En 1944, pendant la bataille de Caen, la partie orientale du centre-ville (secteur des Quatrans et place Saint-Pierre) est détruite par les bombardements. Les projets de reconstruction du quartier bouleversent totalement sa physionomie. Jusqu’en 1950, la première phase de la Reconstruction de Caen opérait avec un langage architectural qui se voulait « traditionnel » (utilisation de toitures à fortes pentes construction des immeubles le long des voies) ; mais en 1953, le projet d’Henry Delacroix pour l’ensemble d’immeubles des Quatrans apparait comme le surgissement de formes et de thèmes modernes. Malgré les fortes réticences des Monuments historiques, ce projet est exécuté. La logique des îlots est totalement pulvérisée : les rues serpentent sous les immeubles et les bâtiments sont à cheval sur plusieurs îlots. Les maisons encore debout sur la rue de Geôle et au nord de l’église Saint-Pierre sont détruites afin de dégager la vue sur le château. Au niveau du sol, on trouve plusieurs constructions basses, au-dessus de laquelle émergent les volumes discontinus des bâtiments de logements, composés de barres parallèles et d’une tour. On retrouve ainsi dans le quartier des Quatrans bien des caractéristiques des grands ensembles : la gestion collective du sol, l’autonomie du projet, la taille, la volonté de loger décemment une population modeste. Cette ponctuation de barres par des tours monumentales a en effet été préfiguré dans le premier grand ensemble d’avant-guerre, la cité de la Muette à Drancy. Mais dans le cas des Quatrans, il y a deux différences fondamentales : la localisation en centre-ville et le fait que les appartements soient destinés à des propriétaires.
La place de la République est également touchée par les bombardements et l'hôtel de ville est détruit. Une présentation de reconstruction de l'hôtel de ville à son emplacement d'origine échoue et la municipalité s'installe dans l'ancienne abbaye aux Hommes. De ce fait, le centre de gravité politico-administratif, autrefois centré sur la place de la République, se déplace sur l’axe place Gambetta–Abbaye aux Hommes : les services de la préfecture se sont déplacés rue Daniel-Huet dans le Centre Administratif Départemental, construit en 1948-1951, le déménagement de la Trésorerie générale a depuis offert l’opportunité au Conseil général du Calvados d’aménager de nouveaux locaux à côté du CAD sur la place Gambetta.
Après guerre, le centre-ville s'étend encore un peu plus sur la Prairie. Le boulevard Yves-Guillou est créé après la Seconde Guerre mondiale et l'avenue Albert-Sorel est prolongée jusqu'à cette nouvelle voie. Des équipements publics (nouveau lycée Malherbe, patinoire, piscine, centre des congrès et Maison des jeunes et de la culture à l'emplacement de la maison des étudiants détruite pendant la bataille de Caen) sont construits dans ce nouveau secteur remblayé grâce aux ruines de la ville.

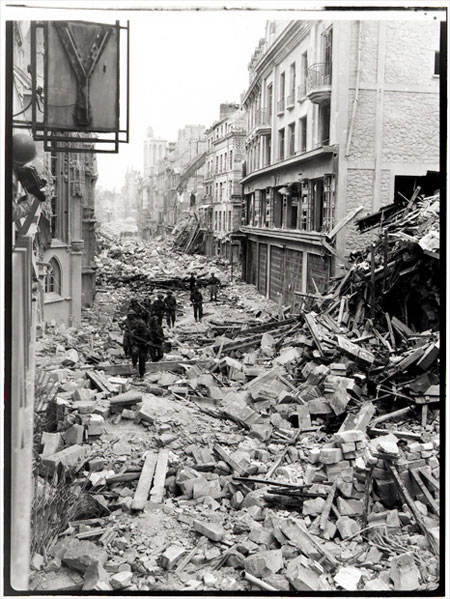
La rue Saint-Pierre après un bombardement en 1944.
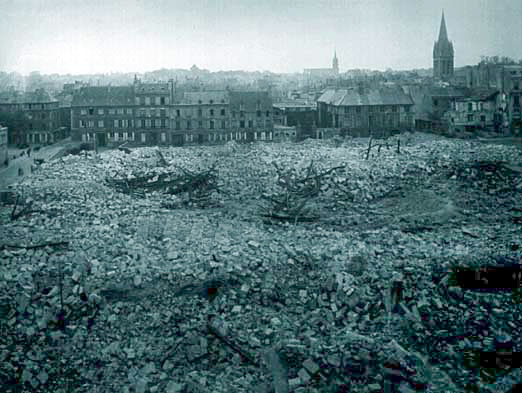
Les ruines de l'ancien séminaire des Eudistes.
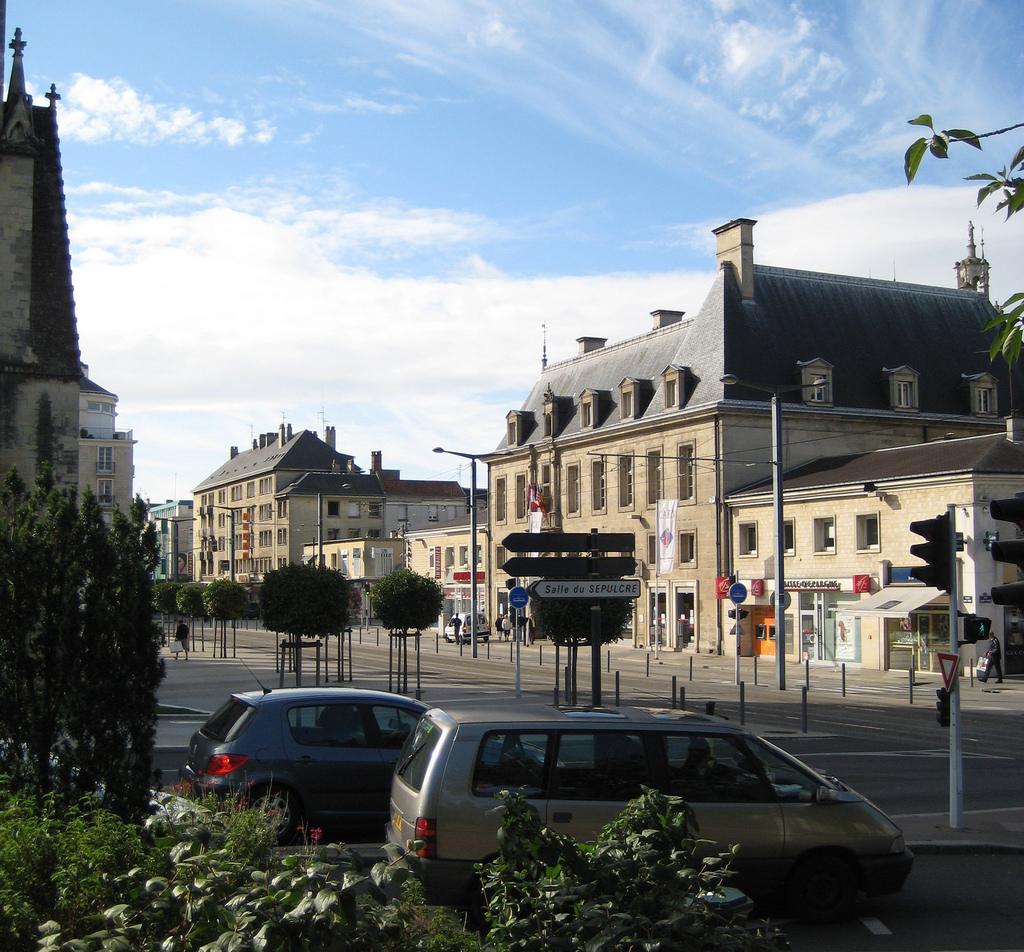
L'hôtel d'Escoville et la place Saint-Pierre.
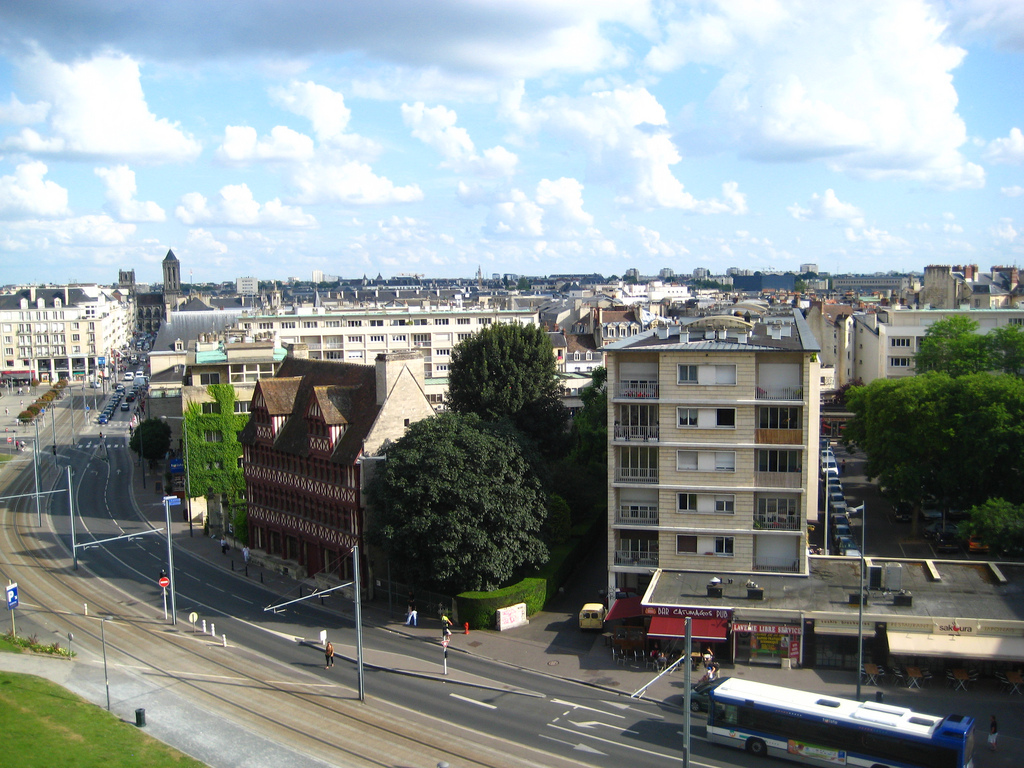
L'ensemble des Quatrans, vue depuis le château.

### Depuis les années 1970
En 1992, une zone d’aménagement concerté, la ZAC Gardin, est créée. Les anciens bâtiments de la Cité Gardin sont détruits et des immeubles sont construits à leur emplacement autour d'une nouvelle place et d'une rue reliant cette dernière à la Prairie. En 1997, un nouveau palais de justice est construit à l'extrémité est de la ZAC, sur la place Gambetta.
Le développement de la Cité Gardin a permis dans les années 1990 de faire le lien avec l’Hôtel de Ville par la construction du nouveau Palais de Justice, de la Trésorerie générale et de nouveaux locaux du Conseil général sur le cours Bertrand.
Dans les années 2010, plusieurs opérations de requalification des espaces publics sont menées dans le centre-ville : réaménagement de la place Saint-Sauveur en 2012 ; aménagement d'un plateau piétonnier autour de la rue Saint-Pierre en 2013 ; réaménagement de la place de la République, début de la construction d'une "halle hourmande" et réaménagement et piétonisation complète du boulevard Maréchal-Leclerc en 2019.

Palais de justice, place Gardin.
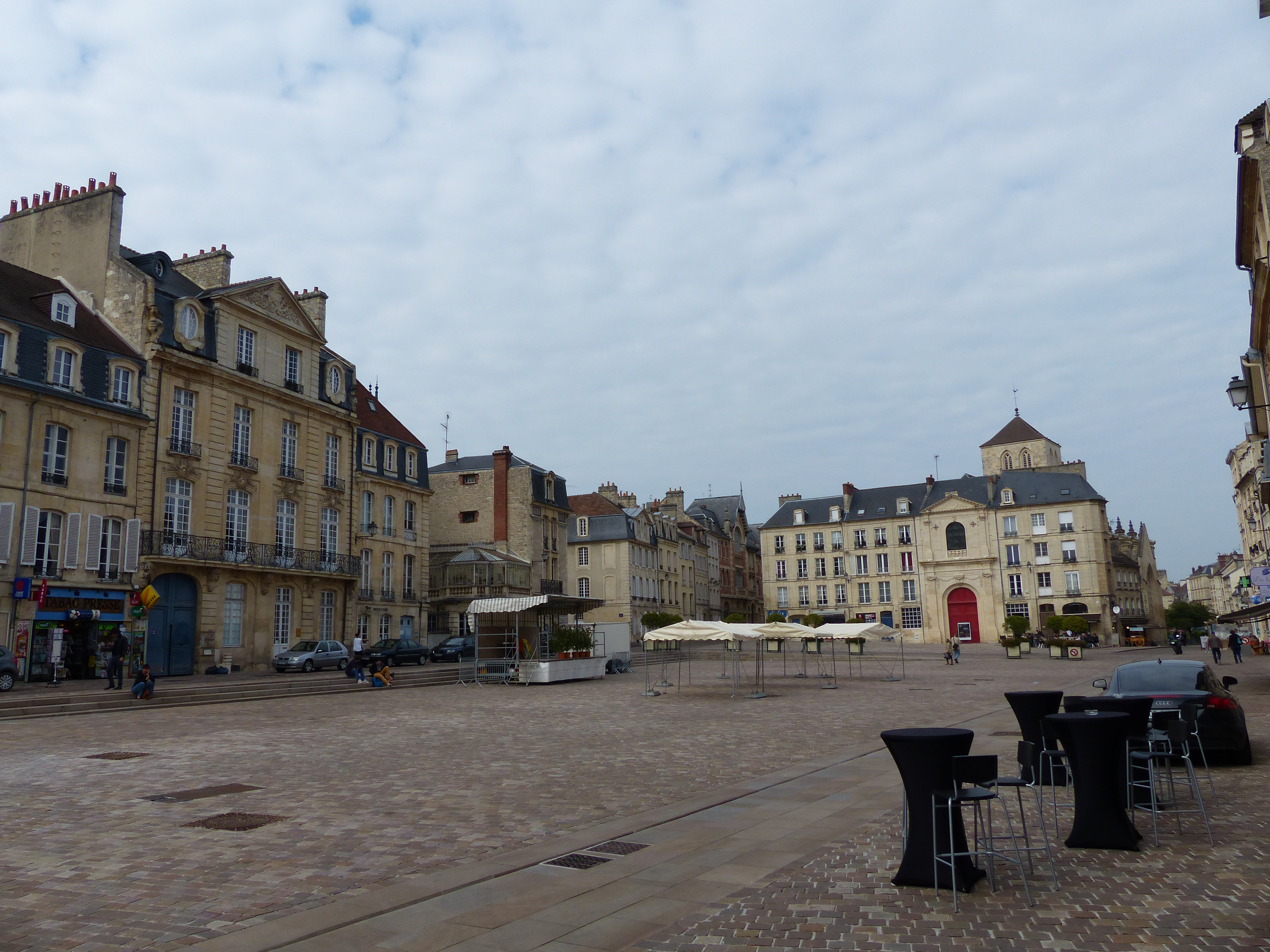
Place Saint-Sauveur, après réaménagement.

## Lieux et monuments

### Principaux espaces publics
Les principaux espaces publics du centre-ville ancien sont :
- rue Saint-Pierre,
- rue Écuyère,
- rue Froide,
- rue de Bras,
- rue de Strasbourg,
- rue Paul-Doumer,
- boulevard Maréchal-Leclerc,
- boulevard Bertrand,
- place Fontette,
- place Saint-Sauveur,
- place de la République,
- place saint-Pierre.

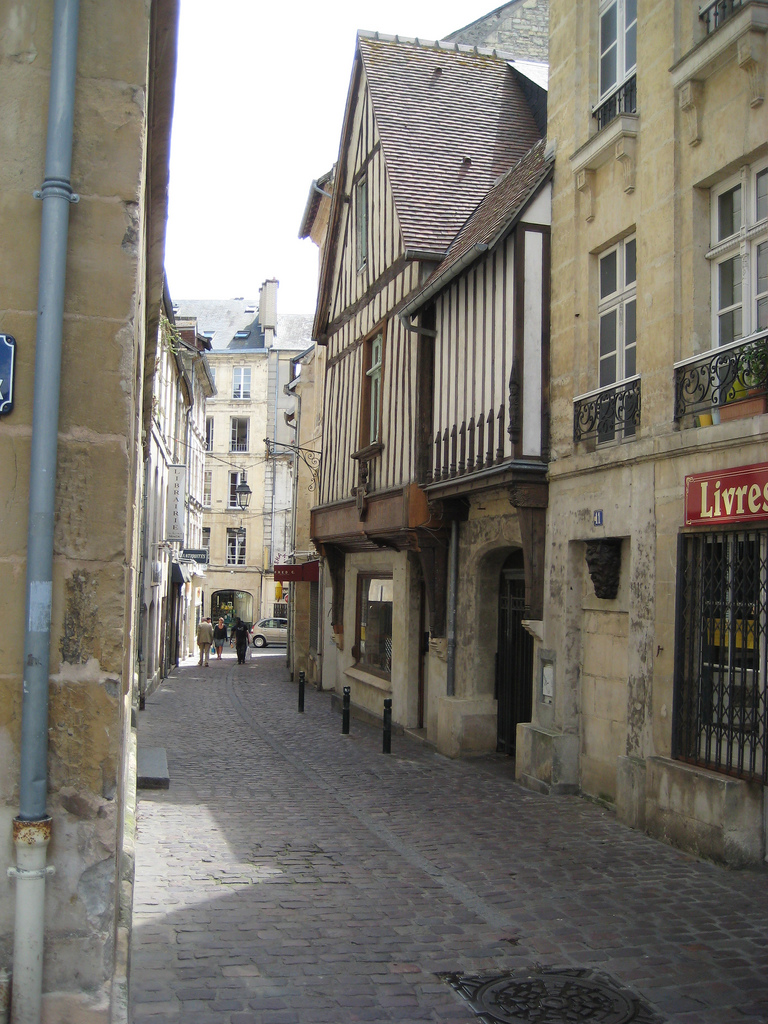
Rue aux Fromages.
Immeuble de la Reconstruction.

#### Rue Saint-Pierre
no 50
Au no 50 de la rue Saint-Pierre, on trouvait dans les environs de la deuxième moitié du XIXe siècle un café appelé « café du Grand Balcon », lieu de rencontre des grands de la société de l'époque. Ce fut ensuite une salle de patin à roulettes, puis une salle de cinéma muet. L’époque du cinéma continua puisqu'il devint ensuite le « Cinéma Vog ». Après les années 1980, l'enseigne « Eurodif » s'y installa. Même style de vente pour le changement d'enseigne puisqu'en août 2017 « Bouchara » est maintenant présent.
Les immeubles à pans de bois
La rue comptait avant la Seconde Guerre mondiale plusieurs immeubles à pan de bois. La plupart ont été détruits lors de la bataille de Caen ; seuls les nos 52-54 ont été préservés.

### Monuments historiques
Sont énumérés dans cette liste les monuments historiques du centre-ville ancien de Caen.
Le site du centre-ville ancien, à l'exception de la partie située au sud du boulevard Bertrand et de la promenade du Fort, est inscrit depuis le 5 janvier 1978.
| Monument                                                            | Adresse                                             | Coordonnées                        | Notice         | Protection            | Date           | Illustration                                                        |
| ------------------------------------------------------------------- | --------------------------------------------------- | ---------------------------------- | -------------- | --------------------- | -------------- | ------------------------------------------------------------------- |
| Château de Caen                                                     | Rue de Geôle                                        | 49° 11′ 11″ nord, 0° 21′ 46″ ouest | « PA00111127 » | Classé                | 1997           | Château de Caen                                                     |
| Église Notre-Dame-de-la-Gloriette                                   |                                                     | 49° 10′ 50″ nord, 0° 22′ 00″ ouest | « PA00111130 » | Classé                | 1909           | Église Notre-Dame-de-la-Gloriette                                   |
| Ancienne église Saint-Étienne-le-Vieux                              | Rue Arcisse-de-Caumont                              | 49° 10′ 53″ nord, 0° 22′ 10″ ouest | « PA00111132 » | Classé                | 1903           | Ancienne église Saint-Étienne-le-Vieux                              |
| Église Saint-Pierre                                                 | Place Saint-Pierre                                  | 49° 11′ 02″ nord, 0° 21′ 39″ ouest | « PA00111139 » | Classé                | 1840           | Église Saint-Pierre                                                 |
| Église Saint-Sauveur (anciennement église Notre-Dame-de-Froide-Rue) | Rue Saint-Pierre                                    | 49° 10′ 59″ nord, 0° 21′ 53″ ouest | « PA00111131 » | Classé                | 1889           | Église Saint-Sauveur (anciennement église Notre-Dame-de-Froide-Rue) |
| Ancienne église du Vieux Saint-Sauveur                              | Place Saint-Sauveur                                 | 49° 11′ 00″ nord, 0° 22′ 04″ ouest | « PA00111140 » | Classé                | 1951           | Ancienne église du Vieux Saint-Sauveur                              |
| Enceinte de la ville (tour Saint-Julien)                            | Promenade Saint-Julien                              | 49° 11′ 03″ nord, 0° 22′ 08″ ouest | « PA00111141 » | Inscrit               | 1927           | Enceinte de la ville (tour Saint-Julien)                            |
| Hôtel de Banville                                                   | 20-22 rue Jean-Eudes                                | 49° 10′ 53″ nord, 0° 21′ 54″ ouest | « PA00111142 » | Inscrit               | 1980           | Hôtel de Banville                                                   |
| Hôtel Canteil de Condé                                              | 19 place Saint-Sauveur                              | 49° 10′ 57″ nord, 0° 22′ 08″ ouest | « PA00111143 » | Inscrit               | 1928           | Hôtel Canteil de Condé                                              |
| Hôtel de Colomby                                                    | 6 rue des Cordeliers                                | 49° 11′ 05″ nord, 0° 21′ 59″ ouest | « PA00111144 » | Inscrit               | 1927           | Hôtel de Colomby                                                    |
| Hôtel Daumesnil                                                     | 23-25 place de la République                        | 49° 10′ 50″ nord, 0° 21′ 49″ ouest | « PA00111145 » | Inscrit               | 1927           | Hôtel Daumesnil                                                     |
| Hôtel Duquesnoy-du-Thon                                             | 6 rue du Moulin                                     | 49° 10′ 59″ nord, 0° 21′ 47″ ouest | « PA00111146 » | Inscrit               | 1927           | Hôtel Duquesnoy-du-Thon                                             |
| Hôtel d'Escoville                                                   | 6-10 place Saint-Pierre                             | 49° 11′ 01″ nord, 0° 21′ 41″ ouest | « PA00111147 » | Classé                | 1862           | Hôtel d'Escoville                                                   |
| Hôtel Fouet                                                         | 20 place Saint-Sauveur                              | 49° 10′ 59″ nord, 0° 22′ 09″ ouest | « PA00111156 » | Inscrit               | 1927           | Hôtel Fouet                                                         |
| Hôtel du Grand-Cerf                                                 | 10 rue Pémagnie                                     | 49° 11′ 01″ nord, 0° 22′ 08″ ouest | « PA00111150 » | Inscrit               | 1928           | Hôtel du Grand-Cerf                                                 |
| Hôtel de Girard-Bureau (ou des Écuyers)                             | 42 rue Ecuyère                                      | 49° 10′ 55″ nord, 0° 22′ 08″ ouest | « PA00111149 » | Inscrit               | 1927           | Hôtel de Girard-Bureau (ou des Écuyers)                             |
| Hôtel Lebourguignon-Duperré                                         | 13 rue des Croisiers                                | 49° 11′ 03″ nord, 0° 21′ 57″ ouest | « PA00111151 » | Inscrit               | 1927           | Hôtel Lebourguignon-Duperré                                         |
| Hôtel Marescot de Prémare                                           | 10 place Saint-Sauveur                              | 49° 11′ 00″ nord, 0° 22′ 07″ ouest | « PA00111186 » | Inscrit               | 1929-1975      | Hôtel Marescot de Prémare                                           |
| Hôtel de Mondrainville (ou de la Monnaie)                           | 7 rue Gemare                                        | 49° 11′ 02″ nord, 0° 21′ 54″ ouest | « PA00111152 » | Classé                | 1889           | Hôtel de Mondrainville (ou de la Monnaie)                           |
| Maison des Quatrans                                                 | 25 rue de Geôle                                     | 49° 11′ 05″ nord, 0° 21′ 45″ ouest | « PA00111154 » | Classé                | 1953           | Maison des Quatrans                                                 |
| Hôtel de préfecture du Calvados                                     | Place Gambetta                                      | 49° 10′ 48″ nord, 0° 21′ 54″ ouest | « PA00111153 » | Classé                | 1963-1986      | Hôtel de préfecture du Calvados                                     |
| Immeuble de la cour des Imprimeurs                                  | 4 rue Froide                                        | 49° 11′ 00″ nord, 0° 21′ 54″ ouest | « PA00111159 » | Inscrit               | 1954           | Immeuble de la cour des Imprimeurs                                  |
| Immeuble des 22 et 24 rue Jean-Eudes à Caen                         | 22-24 rue Jean-Eudes                                | 49° 10′ 52″ nord, 0° 21′ 55″ ouest | « PA00111161 » | Inscrit               | 1960           | Immeuble des 22 et 24 rue Jean-Eudes à Caen                         |
| Immeuble du 23 rue Vauquelin à Caen                                 | 23 rue Vauquelin                                    | 49° 10′ 59″ nord, 0° 22′ 03″ ouest | « PA00111165 » | Inscrit               | 1973           | Immeuble du 23 rue Vauquelin à Caen                                 |
| Immeuble (musée de la Poste et des Télécommunications)              | 52 rue Saint-Pierre                                 | 49° 11′ 00″ nord, 0° 21′ 49″ ouest | « PA00111163 » | Classé Inscrit Classé | 1862 1927 1946 | Immeuble (musée de la Poste et des Télécommunications)              |
| Immeuble du 54 rue Saint-Pierre à Caen                              | 54 rue Saint-Pierre                                 | 49° 11′ 00″ nord, 0° 21′ 49″ ouest | « PA00111164 » | Classé Inscrit Classé | 1862 1927 1946 | Immeuble du 54 rue Saint-Pierre à Caen                              |
| Maison Chibourg                                                     | 98 rue Saint-Pierre                                 | 49° 10′ 57″ nord, 0° 21′ 56″ ouest | « PA00111185 » | Inscrit               | 1928           | Maison Chibourg                                                     |
| Maison natale de Malherbe                                           | 1 rue Vauquelin place Malherbe                      | 49° 10′ 56″ nord, 0° 22′ 00″ ouest | « PA00111187 » | Inscrit               | 1927           | Maison natale de Malherbe                                           |
| Maison                                                              | 26 rue Arcisse-de-Caumont                           | 49° 10′ 54″ nord, 0° 22′ 06″ ouest | « PA00111167 » | Inscrit               | 1929           | Maison                                                              |
| Maison                                                              | 8 rue des Croisiers                                 | 49° 11′ 04″ nord, 0° 21′ 57″ ouest | « PA00111174 » | Inscrit               | 1928           | Maison                                                              |
| Maison du 14 rue des Croisiers à Caen                               | 14 rue des Croisiers                                | 49° 11′ 03″ nord, 0° 21′ 57″ ouest | « PA00111175 » | Inscrit               | 1928           | Maison du 14 rue des Croisiers à Caen                               |
| Maison                                                              | 26 rue des Croisiers et rue aux Namps               | 49° 11′ 02″ nord, 0° 21′ 58″ ouest | « PA00111176 » | Inscrit               | 1927           | Maison                                                              |
| Maison                                                              | 2 place Fontette et 2 rue Guillaume-le-Conquérant   | 49° 10′ 56″ nord, 0° 22′ 16″ ouest | « PA00111177 » | Inscrit               | 1928           | Maison                                                              |
| Maison                                                              | 3 place Fontette                                    | 49° 10′ 54″ nord, 0° 22′ 14″ ouest | « PA00111178 » | Inscrit               | 1927           | Maison                                                              |
| Maison                                                              | 4 place Fontette et 1,3 rue Guillaume-le-Conquérant | 49° 10′ 55″ nord, 0° 22′ 16″ ouest | « PA00111179 » | Inscrit               | 1928           | Maison                                                              |
| Maison                                                              | 33-35 rue Froide                                    | 49° 11′ 00″ nord, 0° 21′ 56″ ouest | « PA00111180 » | Inscrit               | 1927           | Maison                                                              |
| Maison                                                              | 41 rue Froide                                       | 49° 11′ 00″ nord, 0° 21′ 57″ ouest | « PA00111181 » | Inscrit               | 1929           | Maison                                                              |
| Maison de Jean Macé                                                 | 9 rue de la Monnaie                                 | 49° 11′ 00″ nord, 0° 21′ 53″ ouest | « PA14000073 » | Classé Inscrit        | 2007           | Maison de Jean Macé                                                 |
| Maison dans la cour du musée des antiquaires de Normandie           | Rue de Bras                                         | 49° 10′ 52″ nord, 0° 22′ 05″ ouest | « PA00111173 » | Inscrit               | 1927           | Maison dans la cour du musée des antiquaires de Normandie           |
| Maison du 14 rue aux Namps à Caen                                   | 14 rue aux Namps                                    | 49° 11′ 04″ nord, 0° 22′ 00″ ouest | « PA00111184 » | Inscrit               | 1928-1929      | Maison du 14 rue aux Namps à Caen                                   |
| Maison Charbonnier                                                  | 1bis rue Pémagnie                                   | 49° 11′ 00″ nord, 0° 22′ 08″ ouest | « PA14000079 » | Inscrit               | 2008           | Maison Charbonnier                                                  |
| Palais de justice                                                   | Place Fontette                                      | 49° 10′ 57″ nord, 0° 22′ 14″ ouest | « PA00111190 » | Inscrit               | 1975           | Palais de justice                                                   |
| Bureau de poste Gambetta                                            | 2 rue Georges-Lebret                                | 49° 10′ 49″ nord, 0° 21′ 51″ ouest | « PA14000085 » | Inscrit               | 2010           | Bureau de poste Gambetta                                            |
| Statue de Louis XIV                                                 | Place Saint-Sauveur                                 | 49° 10′ 58″ nord, 0° 22′ 08″ ouest | « PA14000066 » | Inscrit               | 2006           | Statue de Louis XIV                                                 |
| Statue de du Guesclin                                               | Place Saint-Martin                                  | 49° 11′ 02″ nord, 0° 22′ 12″ ouest | « PA14000065 » | Inscrit               | 2006           | Statue de du Guesclin                                               |
| Tour Leroy                                                          | Boulevard des Alliés                                | 49° 11′ 03″ nord, 0° 21′ 33″ ouest | « PA00111194 » | Inscrit               | 1933           | Tour Leroy                                                          |

## Odonymes
- Rue Arcisse-de-Caumont : ancienne rue de l'Église-Saint-Étienne ou de la Porte-Saint-Étienne ; rue du Collège du Mont ; rue d'Émile (Révolution)[32] ; rue 	des Jésuites ; rue de la Préfecture ; rue de Caumont (1873) ; nom actuel en 1907. Nommée d’après Arcisse de Caumont, archéologue français et fondateur de plusieurs sociétés savantes, mort à Caen en 1873.
- Rue Auber : rue ouverte entre la place Royale et la porte des Prés au XVIIe siècle. Rue du Musée (en référence au musée des Beaux-Arts) ; rebaptisée en 1886 en l'honneur de Daniel-François-Esprit Auber, compositeur né à Caen en 1782.
- Rue de Bras : rue derrière les Prés, rue des Prés ; rue de la Boucherie, des Bouchers, de la Massacre. Jusqu'en 1886, découpée en trois sections : rue de Bras (entre la rue de Strasbourg et la rue Saint-Laurent), rue Pailleuse (jusqu'à la venelle Criquet), rue du Bout-du-Monde (jusqu'à l'ancien collège du Mont). Rue prolongée après la Seconde Guerre mondiale jusqu'au boulevard Bertrand (à l'emplacement de l'ancien collège du Mont).
- Rue Demolombe :  rue de l'Escrivain (du nom de Richard l'Escrivain)[33], puis rue au Canu[34] ; rue Simoneau (Révolution)[32]. Nommée le 31 janvier 1905 d'après Charles Demolombe, juriste, avocat consultant et professeur à l'université de Caen[35].
- Rue des Cordeliers : rue nommée d’après le couvent des Cordeliers situé plus au nord. Rue des Frères-Mineurs ; rue de Cicéron (Révolution)[32].
- Rue des Croisiers : rue Franche jusqu'à l'installation des Croisiers dans un ancien béguinage au XIVe siècle ; rue de la Friperie (Révolution)[32].
- Rue Écuyère : à l'origine, la rue Écuyère était coupée en deux sections Rue Écuyère entre la place Belle-Croix (actuelle place Malherbe) et la rue aux Fromages, rue Teinturière ou de la Teinturerie entre la rue aux Fromages et la venelle aux Demoiselles (impasse Écuyère actuelle). À l'intersection des deux sections, se trouvaient la place Belle-Étoile[34]. La rue a été alignée après l'ouverture de la place Fontette au XVIIIe siècle.
- Impasse Écuyère : ancienne venelle aux Demoiselles. Cette rue menait autrefois au cimetière de la paroisse Saint-Étienne.
- Rue Élie-de-Beaumont : rue ouverte sur le terrain du couvent des Cordeliers après la Révolution. Rue Neuve-des-Cordeliers avant 1875 ; cours des Champs (Révolution)[32].
- Place Fontette : place créée en 1756 à l'emplacement du Coignet aux Brebis par François-Jean Orceau de Fontette, intendant de la généralité de Caen. Place des Tribunaux ; place de l'Espérance (Révolution)[32].
- Rue aux Fromages : attestée sous la forme latinisée venella Caseorum au XIVe siècle. Le nom actuel ferait référence à une famille ayant habité dans cette rue. Aussi appelée rue Monte-à-Regret, parce que c'était par cette rue qu'on conduisait les criminels au supplice sur la place Saint-Sauveur.
- Rue du Gaillon : rue derrière le Château ; rue allant à Lebizé.
- Rue de Geôle : rue nommée d’après les prisons du bailliage déplacé au début du XVe siècle depuis le château de Caen[36]. Rue Catehoule (ou Cattehoule) jusqu'au milieu du XIVe siècle. La partie la plus proche de la place Saint-Pierre est mentionnée sous la forme latinisée vicus Fabrorum (rue des Fêvres) au XIIIe siècle ou des Couteliers, puis de la Serrurerie au XVe siècle[37]; incorporée à la rue de Geôle au XVIe siècle. Jusqu'en 1889, découpée en trois sections : rue de Geôle (entre la place Saint-Pierre et la rue Calibourg), rue Vilaine (jusqu'à la rue Saint-Julien), rue des Lisses (jusqu'à la place de la Mare). Référence à la prison du bailliage installée au XVe siècle. Rue Guillaume Tell (Révolution)[32].
- Rue Georges-Lebret : rue ouverte dans les années 1930. Baptisée en l'honneur de Georges Lebret, maire de Caen du 15 mai 1892 au 16 mai 1896.
- Passage du Grand-Turc : ancienne cour Parisy. Nom d'une famille.
- Rue Hamon : rue percée à l'emplacement de deux venelles en 1670. Le nom vient d'un riche marchand habitant dans l'une de ces venelles.
- Rue Jean-Eudes : rue ouverte entre la place royale et la rue Saint-Laurent au XVIIe siècle. Rue de l'Ancienne Mission (en référence à la mission ouverte par Jean Eudes avant la construction du séminaire des Eudistes ; rue de la Liberté (Révolution)[32] ; rue de l'Hôtel de ville ; rue de la Mission (Restauration) ; rue de l'Hôtel de ville (après la Monarchie de Juillet) ; nom actuel en 1925.
- Rue aux Namps : Namps est un mot normand d'origine scandinave signifiant « gages » (cf. le dérivé nantir), la rue étant spécialisée dans le commerce des fripiers[38].
- Rue Pasteur : rue de la Chaîne avant 1896 en référence à la chaîne barrant la rue pour conserver le calme nécessaire aux étudiants ; rue du Civisme (Révolution)[32].
- Place Pierre-Bouchard : place créée après la Seconde Guerre mondiale dans le cadre de la Reconstruction. Pierre Bouchard (1901-1944) est un cadre de la résistance caennaise mort en déportation à Mauthausen.
- Rue Quincampoix : référence aux moulins sur le Petit Odon (voir l'article sur l'étymologie du nom Quincampoix). La rue qui s'arrêtait au niveau de la rue Vauquelin (ex-rue de l'Odon) a été prolongée jusqu'à la rue aux Fromages après la Seconde Guerre mondiale.
- Rue Saint-Pierre : ancienne Grande rue de Bourg-le-Roi ; rue Marat (Révolution)[32]. Avant 1876, découpée en trois sections : rue Saint-Pierre jusqu'au Tripot (à l'emplacement de l'Eurodif), rue Notre-Dame jusqu'à la rue au Canu (actuelle rue Demolombe), rue Saint-Étienne jusqu'à la place Belle-Croix (actuelle place Malherbe). La rue Saint-Pierre était également découpée autrefois en deux sections : rue de la Confiserie (place Saint-Pierre – rue des Teinturiers), rue de la Mercerie (rue des Teinturiers – Tripot).
- Place Saint-Sauveur : place du Marché, du Pilori ; place de la Justice (Révolution)[32].
- Rue Saint-Sauveur : aussi appelée Grande rue Saint-Sauveur ; rue de la Fraternité (Révolution)[32].
- Rue de Strasbourg : rue percée entre 1609 et 1613 à l'emplacement de la Venelle-aux-Chevaux servant à conduire les chevaux à un abreuvoir situé dans le grand Odon, près la porte Notre-Dame. Rue de l'Impératrice pendant le Second Empire. Nom actuel depuis 1871.
- Rue Vauquelin : rue Vidio ou Vidiou (nom d'une famille), puis rue de l'Odon[34]. Renommée en 1907 en l'honneur de Jean Vauquelin de La Fresnaye, poète mort à Caen en 1606.